# Thonny Anderson
Thonny Anderson da Silva Carvalho (San Paolo, 27 dicembre 1997) è un calciatore brasiliano, centrocampista del Tokushima Vortis.

## Caratteristiche tecniche
È un esterno destro.

## Carriera
Cresciuto nelle giovanili del Cruzeiro, nel gennaio del 2018 viene ceduto in prestito al Grêmio. Ha esordito il 24 gennaio in occasione del match del Campionato Gaúcho perso 3-2 contro l'Avenida.

## Statistiche

### Presenze e reti nei club
Statistiche aggiornate al 23 marzo 2018.
| Stagione        | Squadra         | Campionato      | Campionato | Campionato | Coppe nazionali | Coppe nazionali | Coppe nazionali | Coppe continentali | Coppe continentali | Coppe continentali | Altre coppe | Altre coppe | Altre coppe | Totale | Totale | Totale |
| Stagione        | Squadra         | Comp            | Pres       | Reti       | Comp            | Pres            | Reti            | Comp               | Pres               | Reti               | Comp        | Pres        | Reti        | Pres   | Reti   |        |
| --------------- | --------------- | --------------- | ---------- | ---------- | --------------- | --------------- | --------------- | ------------------ | ------------------ | ------------------ | ----------- | ----------- | ----------- | ------ | ------ | ------ |
| 2018            | Grêmio          | PD/RS+A         | 8+0        | 2+0        | CB              | 1               | 0               | CL                 | 3                  | 0                  |             | -           | -           | 12     | 2      |        |
| Totale carriera | Totale carriera | Totale carriera | 8          | 2          |                 | 1               | 0               |                    | 3                  | 0                  |             | -           | -           | 12     | 2      |        |

## Palmarès

### Club

#### Competizioni internazionali
- J.League Cup / Copa Sudamericana Championship: 1

Athl. Paranaense: 2019